# Cathédrale Saint-Jean-Baptiste de Wrocław
La cathédrale Saint-Jean-Baptiste de Wrocław (en polonais : Archikatedra św. Jana Chrzciciela we Wrocławiu) est une église catholique de la ville de Wrocław en Silésie (Pologne) ainsi que la cathédrale de l'archevêché de Wrocław. 
Elle a été construite en style gothique de 1244 à 1341 et constitue l'un des symboles de Wrocław. Ses tours jumelles, de 98 mètres de hauteur, marquent la physionomie de la ville.

## Histoire

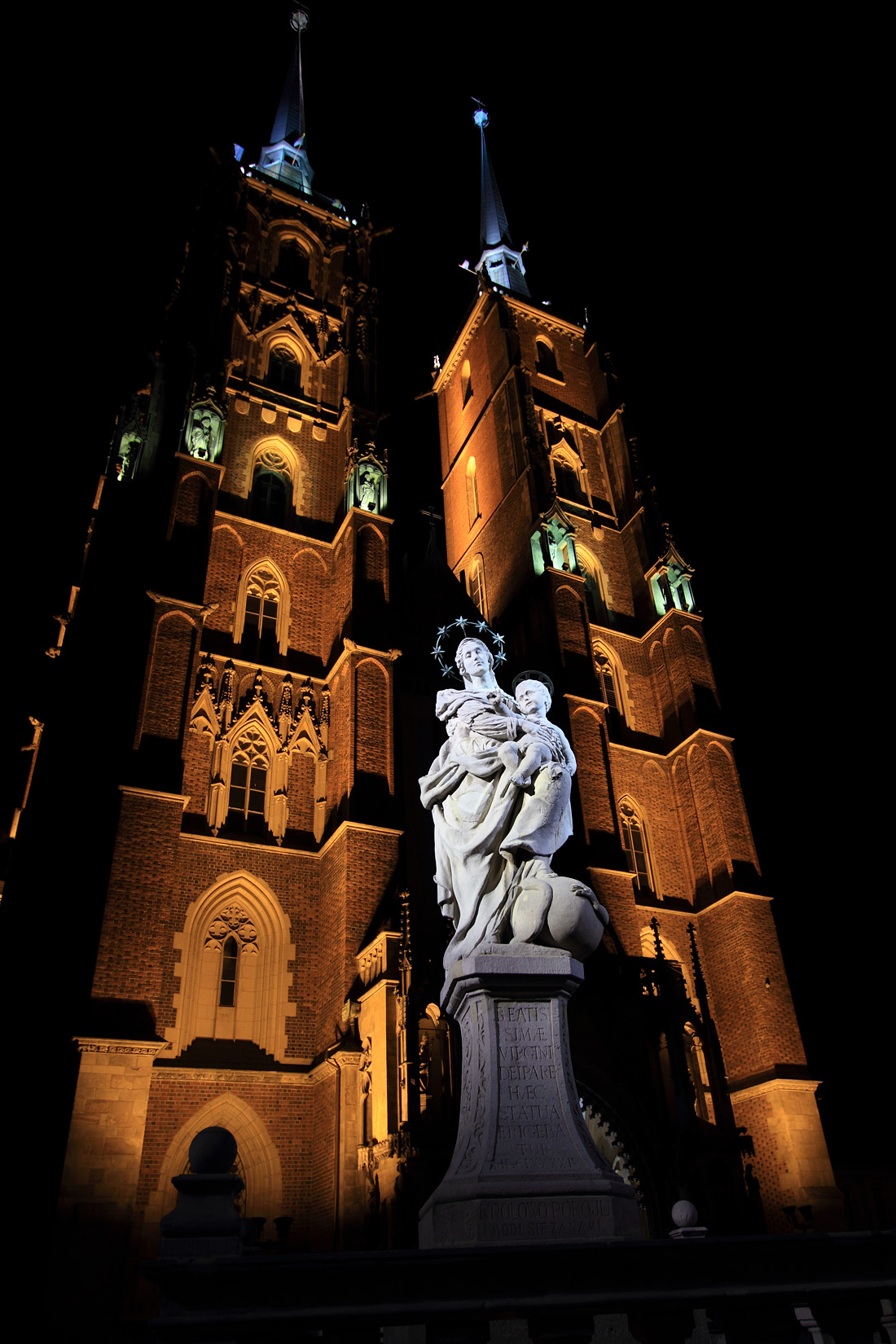
La façade de la cathédrale vue de nuit avec la statue de la Sainte Vierge en premier plan.

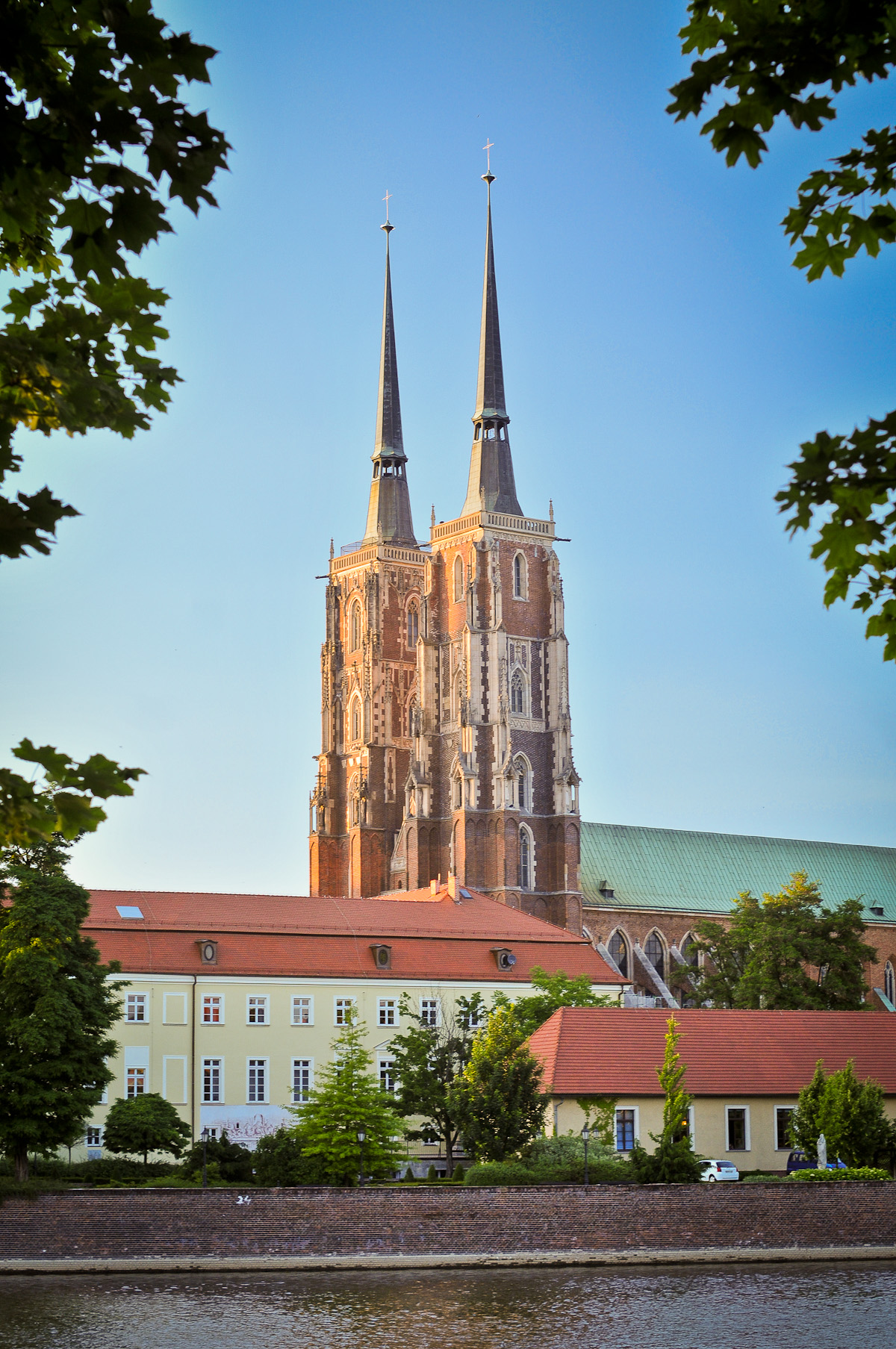
La cathédrale vue de loin

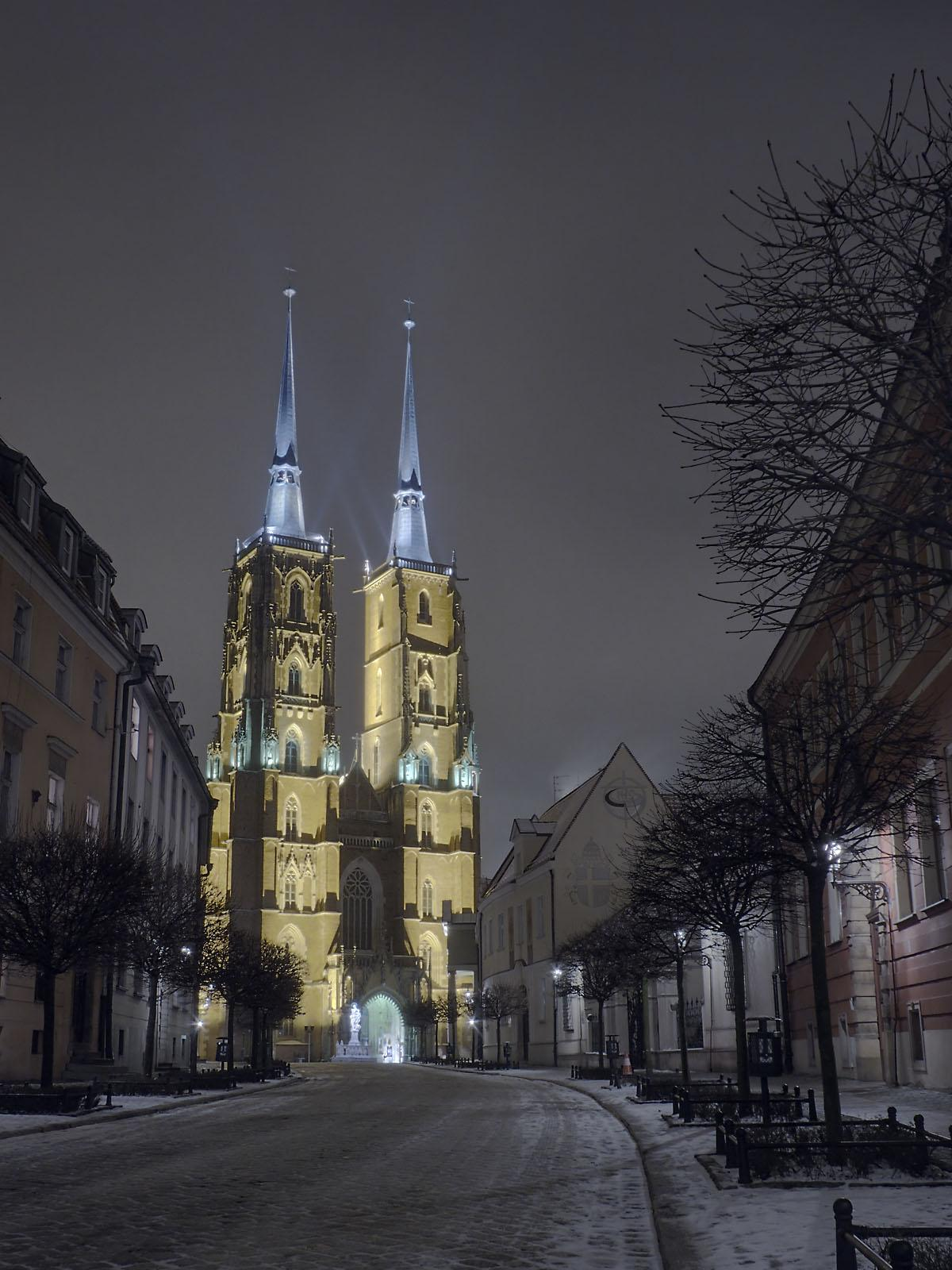
La Cathédrale de Wrocław vue de nuit

Sous la cathédrale se trouvent des vestiges des murs des églises précédentes. On pense qu'avant la construction de la première église chrétienne sur le site, un lieu de culte païen se présentait sous la forme d'un puits. Une maison de Dieu en pierre a été construite au milieu du Xe siècle, lorsque la Silésie était encore sous la domination des Přemyslides, ducs de Bohême. 
Ce sont des missionnaires de Moravie et de Bohême qui propagèrent le Christianisme. Après la conversion du duc Mieszko Ier de Pologne, l'évangélisation progressa rapidement. Le duc Boleslas le Vaillant, fils de Mieszko, obtint la partie bohémienne de la Silésie durant ses guerres de conquête. En l'an mil, il établit le diocèse de Wrocław qui fut placé sous l'autorité de l’archevêché de Gniezno. Il fonda également la première cathédrale qui, toutefois, fut dévastée durant l'invasion des troupes du duc Bretislav Ier de Bohême en 1038-1039.
C'était le duc Casimir Ier, dit le Restaurateur, qui fit bâtir une deuxième cathédrale de style roman dans les années 1o50. Cent ans plus tard, à partir de 1158, l'évêque Wauthier de Malonne entame la reconstruction de la cathédrale romane en splendide basilique à trois vaisseaux, transept et deux tours, achevée en 1180. L'église ressemblât, sous de nombreux aspects, à la cathédrale de Płock construite sous l'épiscopat de Alexandre de Malonne, frère de Wauthier.

## Dimensions
| Longueur totale: 100 mètres              |
| Largeur totale : 44,5 mètres             |
| Hauteur des tours (clochers) : 98 mètres |

## Monuments dans la Cathédrale
Le cardinal von Kopp, prince-évêque de Breslau, y a été enterré en 1914.
La cathédrale abrite la tombe du cardinal Adolf Bertram. Il était le dernier archevêque allemand de Silésie. Bien qu'il soit décédé en 1945, il ne pourra être enterré dans la cathédrale qu'en 1991.

## Galerie

### Galerie historique

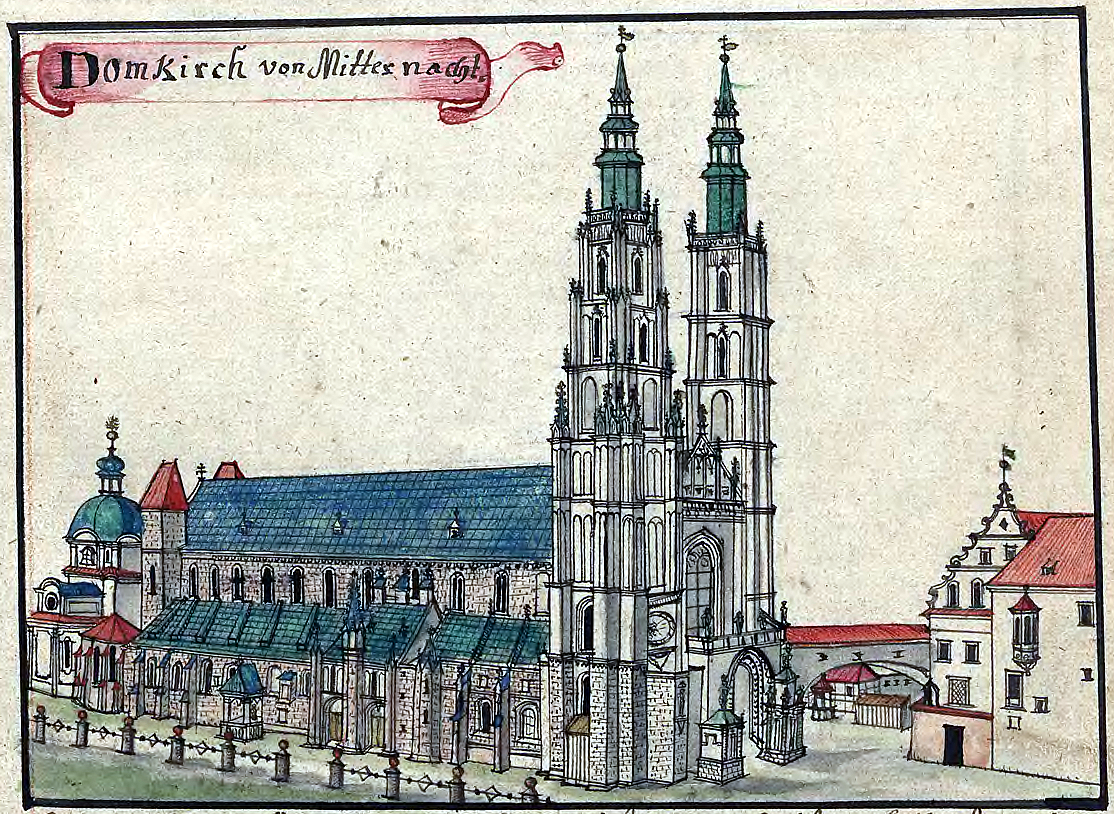
Vue de la Cathédrale au début du XVIIIe siècle
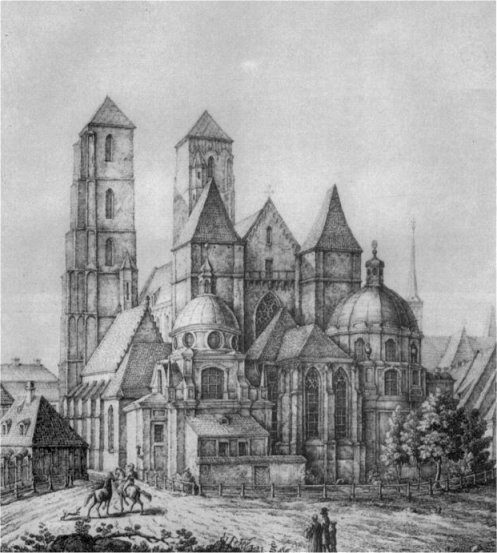
La cathédrale avant l'incendie de 1759.
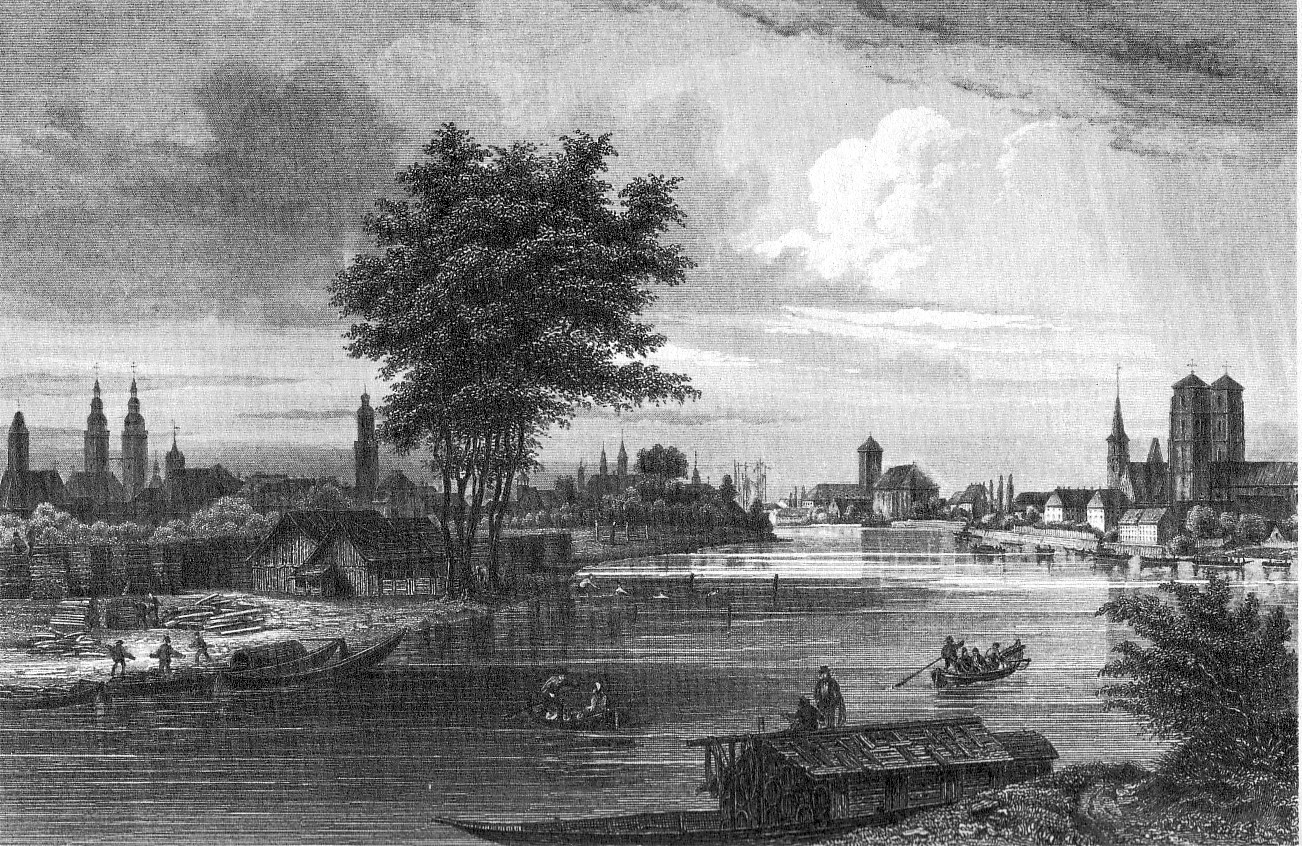
Wroclaw (Breslau) en 1850
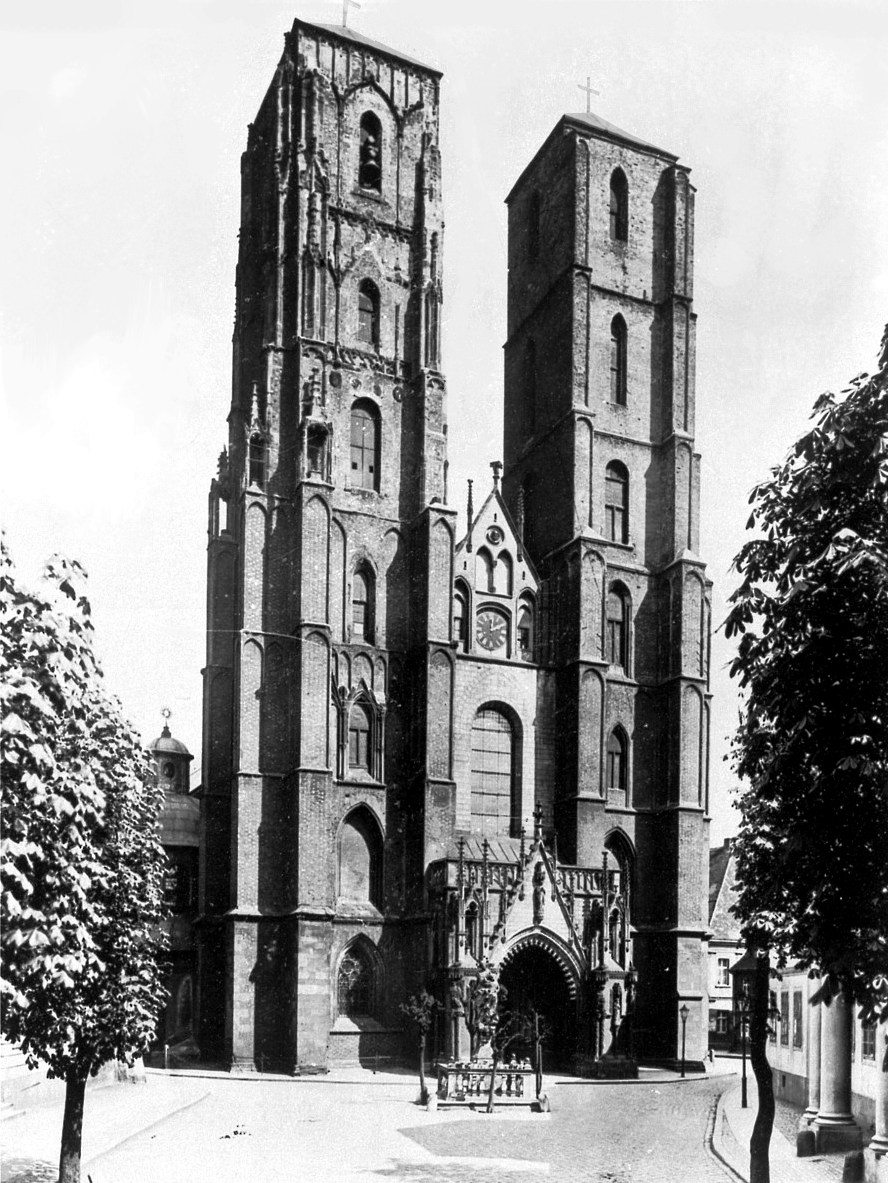
La cathédrale en 1900
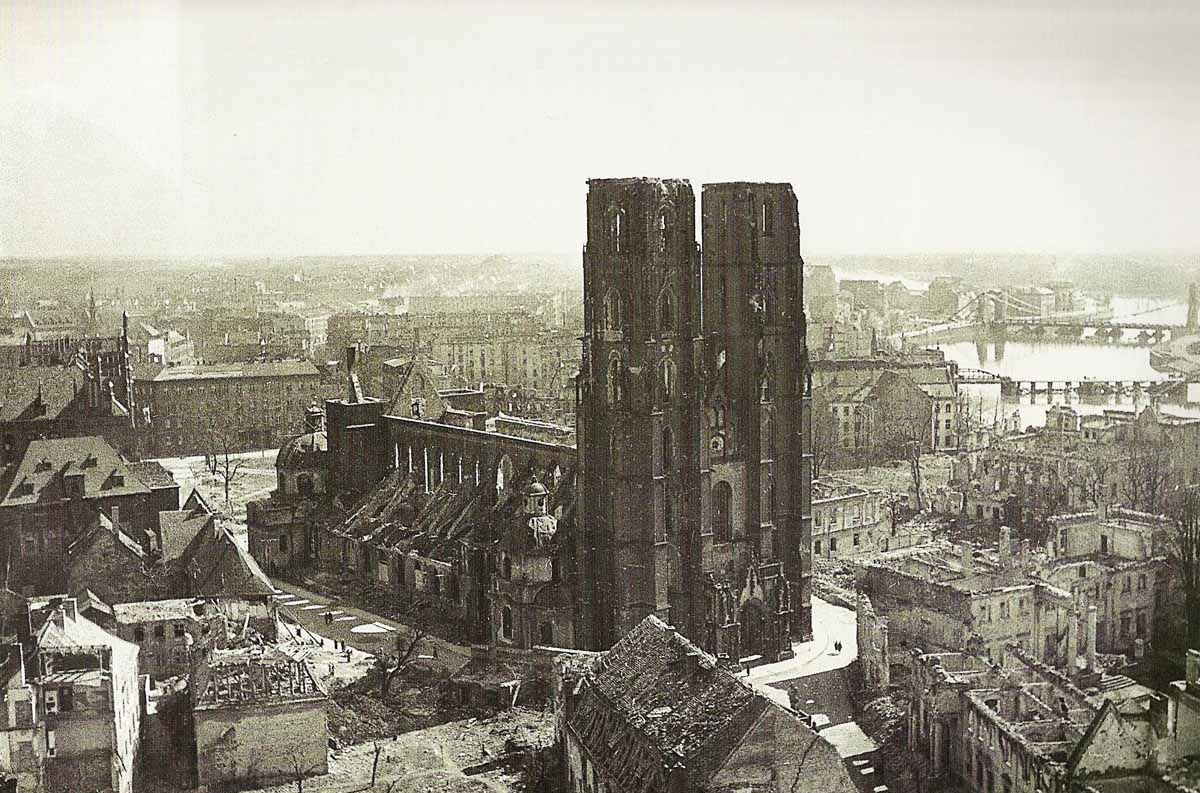
La cathédrale en 1945 (largement détruite par les bombardements durant la Seconde Guerre mondiale)

### Galerie actuelle

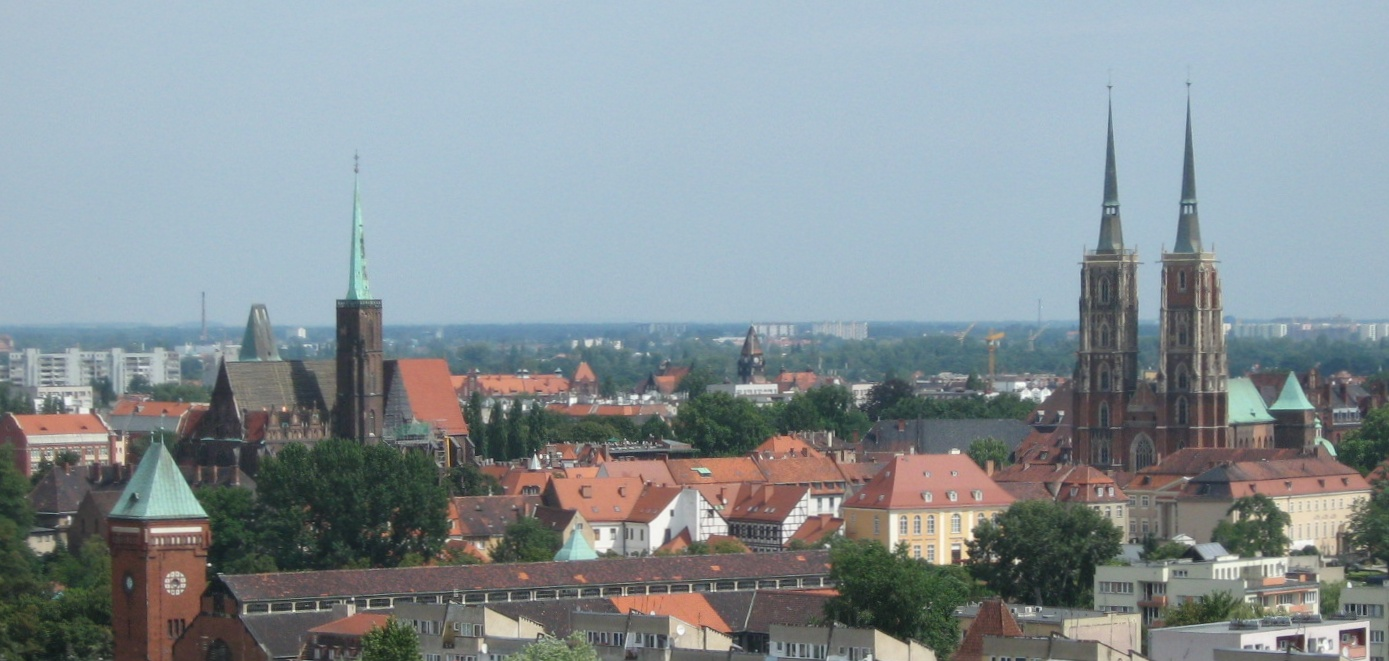
La cathédrale vue de loin (vue actuelle).
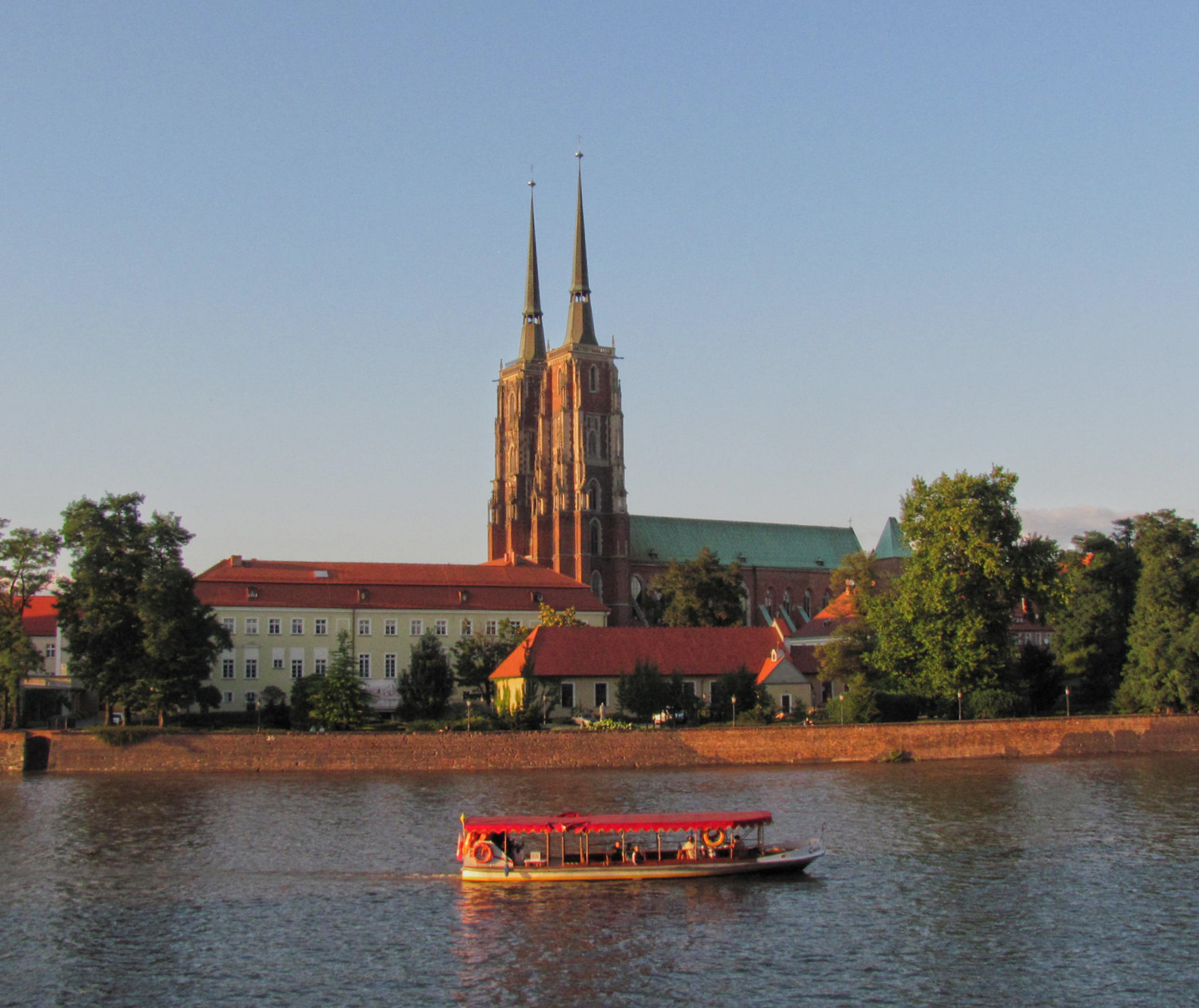
la cathédrale vue de l'Oder.
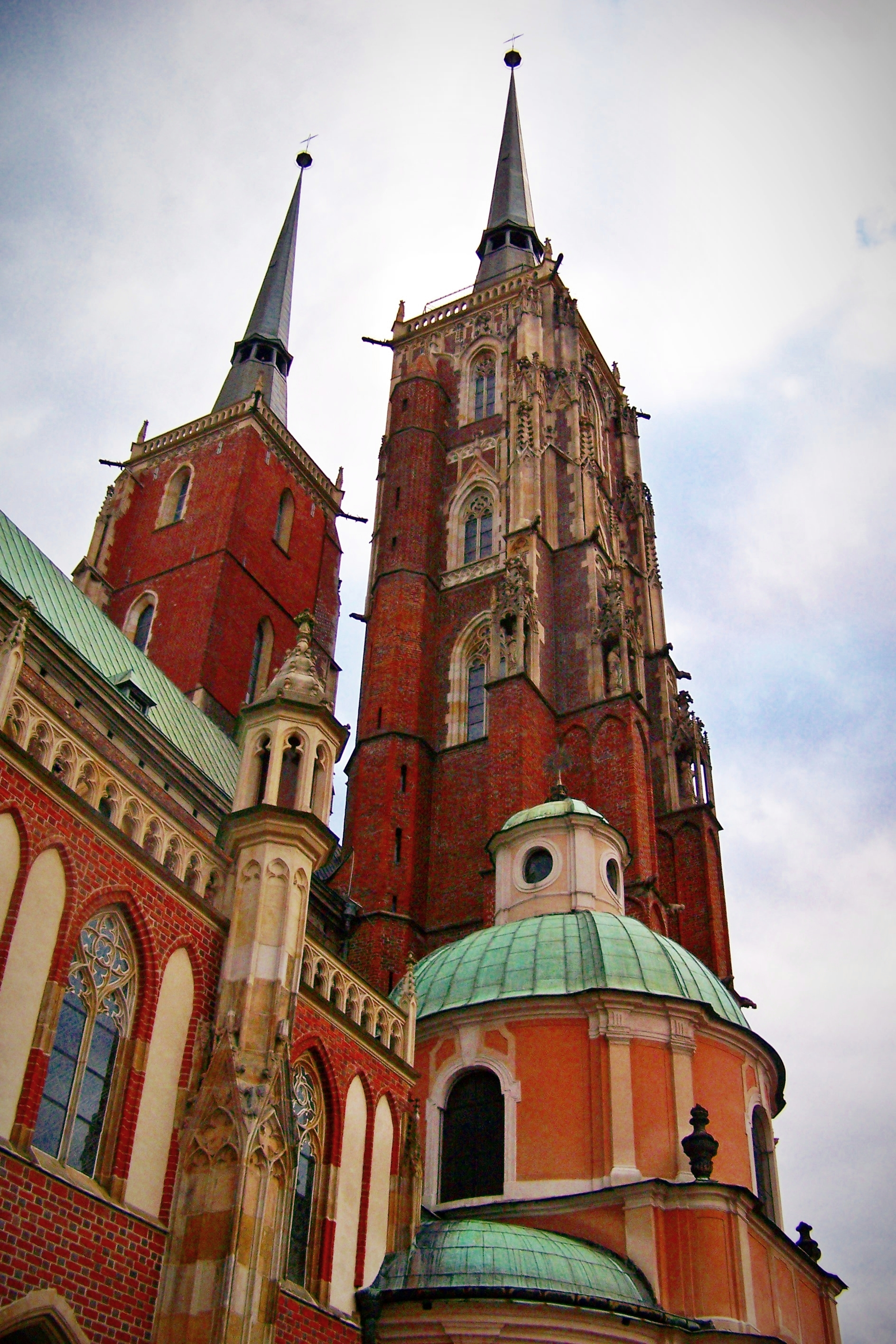
vue du clocher d'une hauteur de 97 mètres.
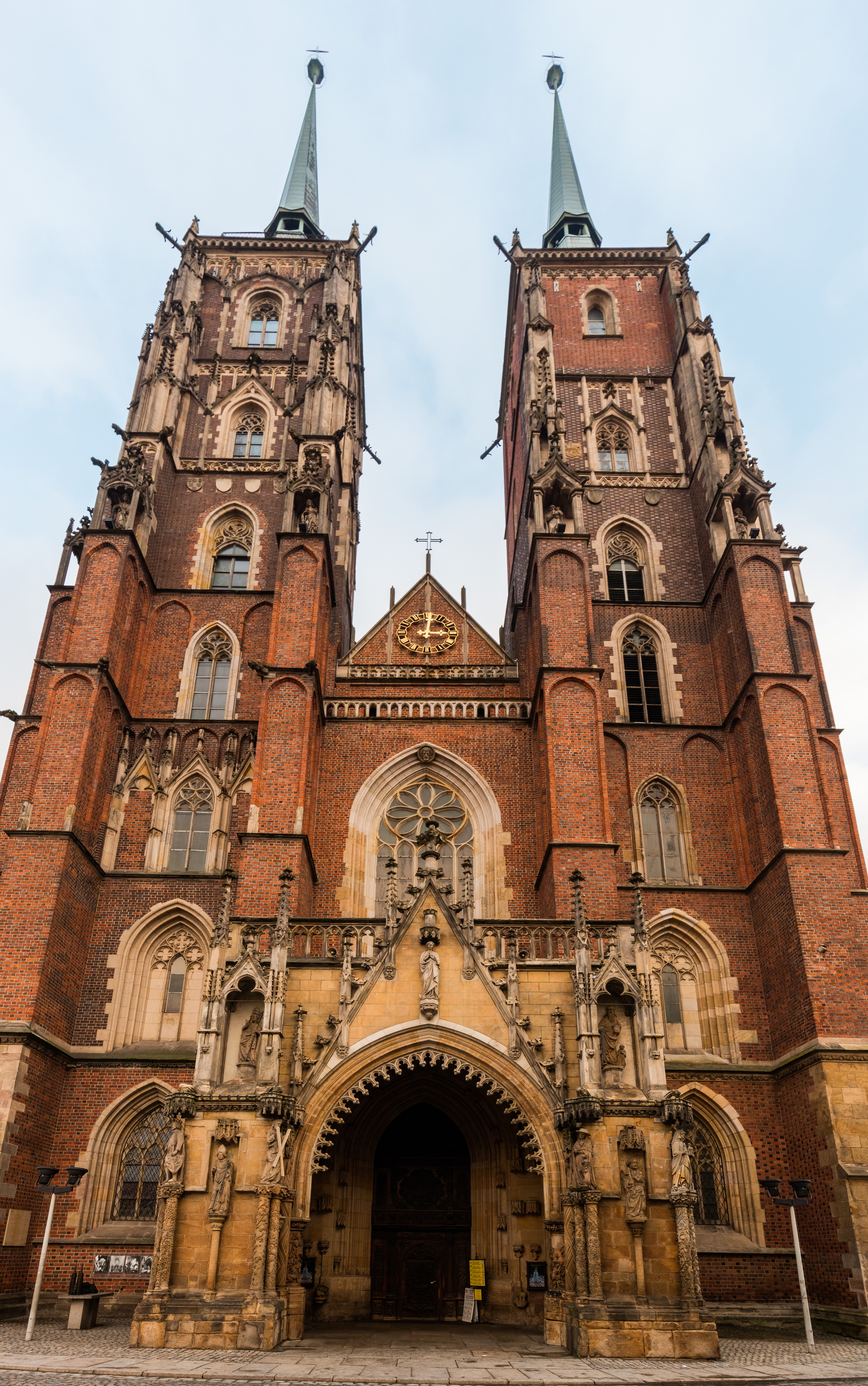
La façade principale.
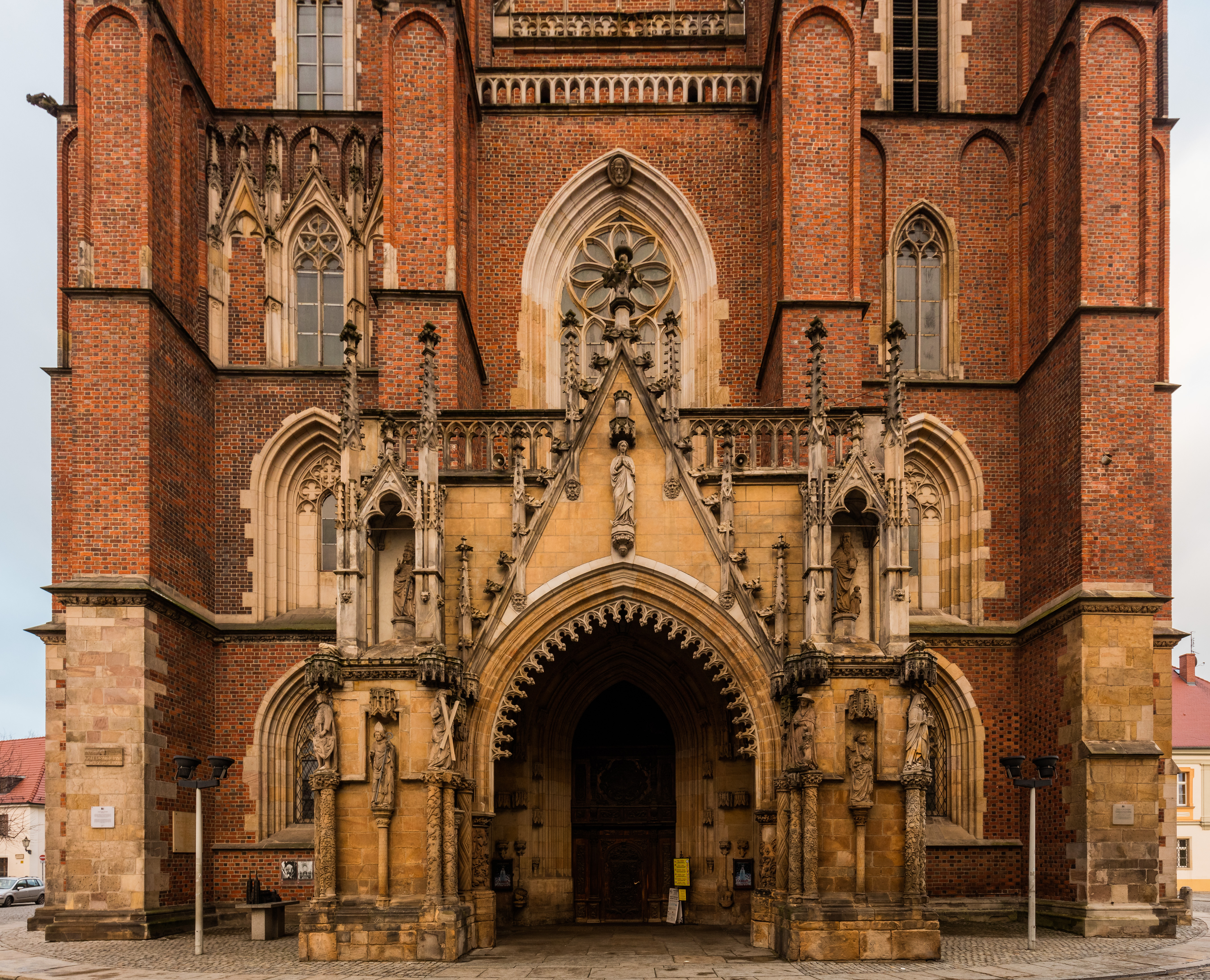
Le portail principal.
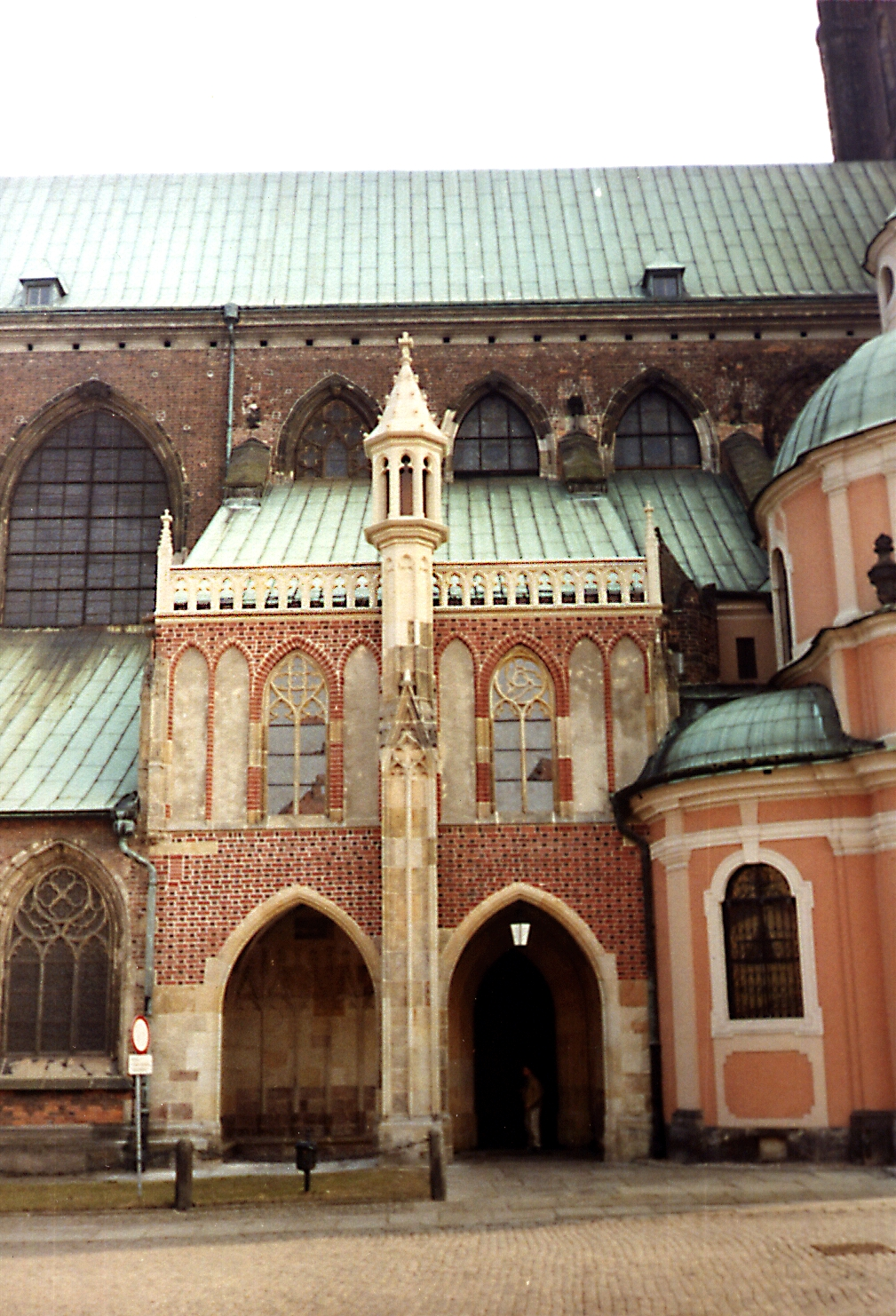
Le Portail de l'Empereur, XVe siècle.
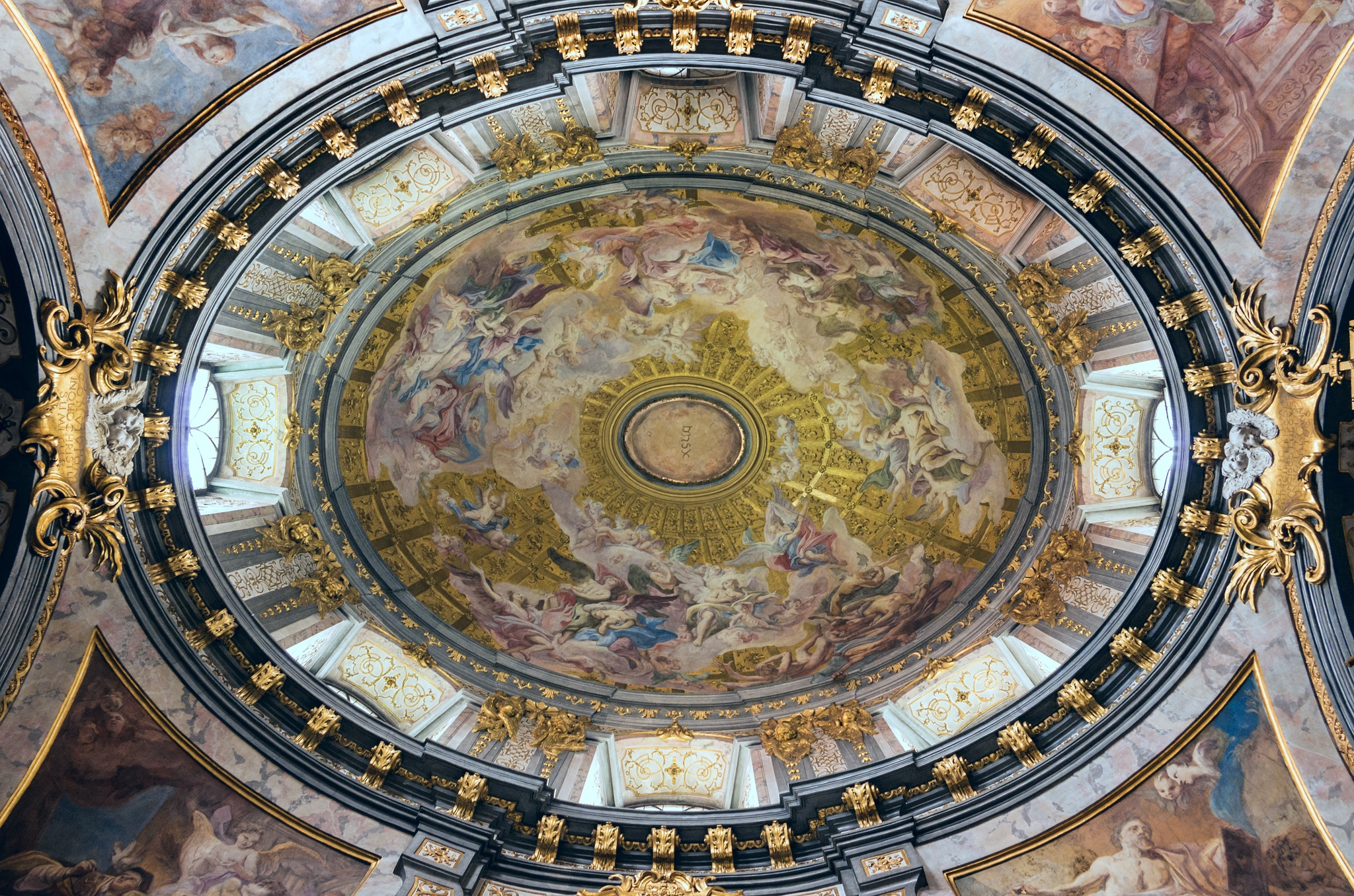
La coupole de Johann Bernhard Fischer von Erlach
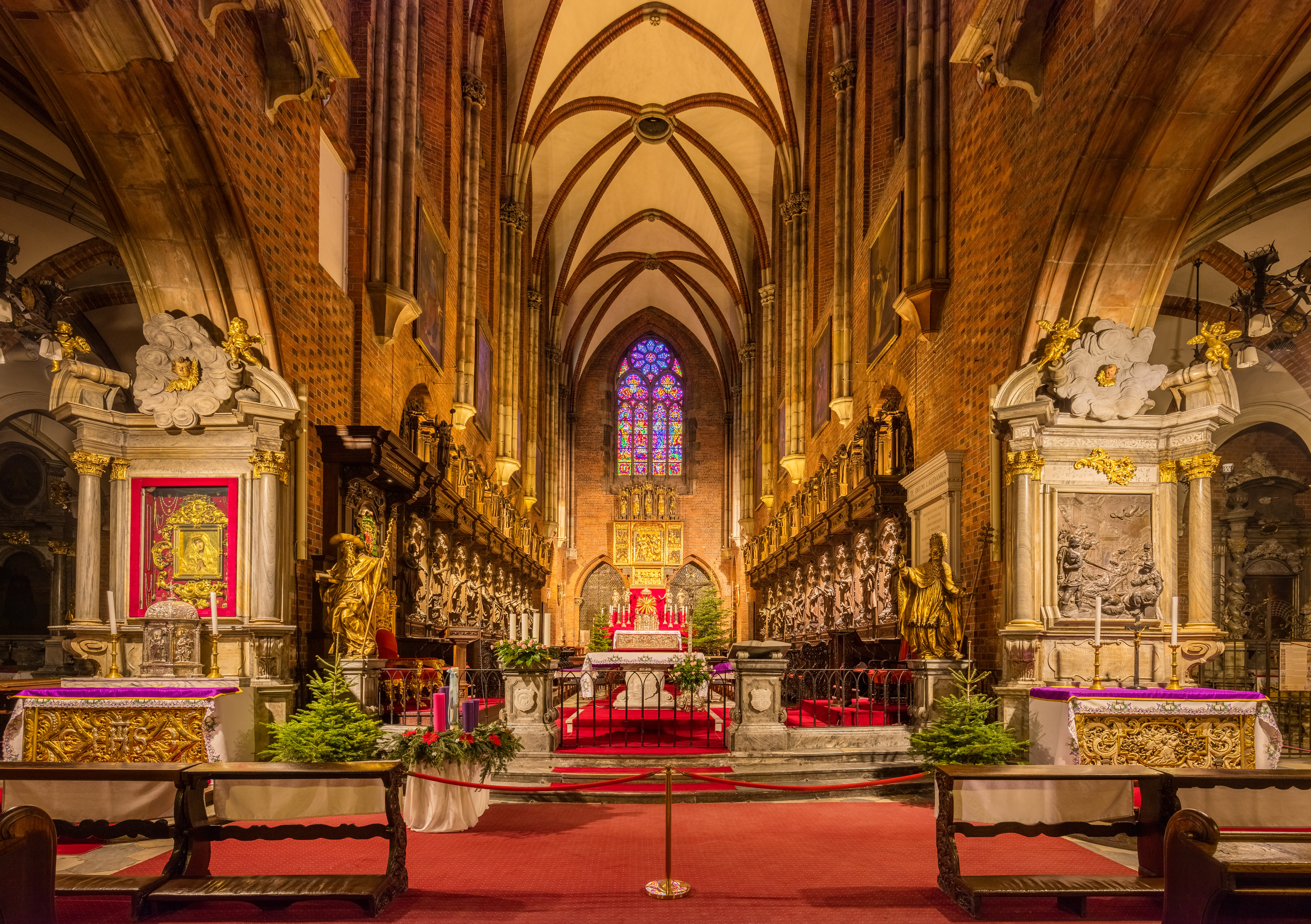
L'intérieur.
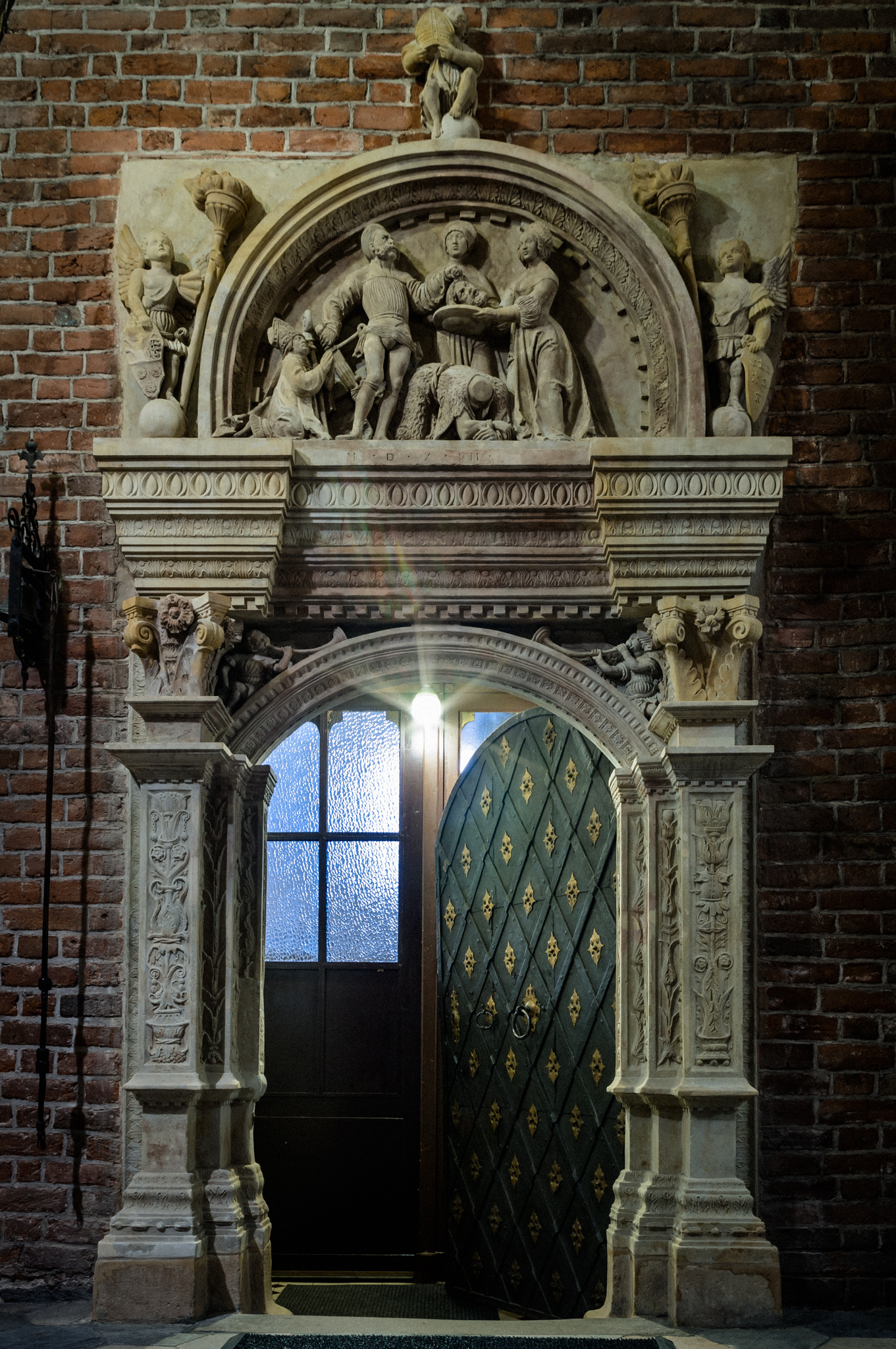
Porte de la sacristie.
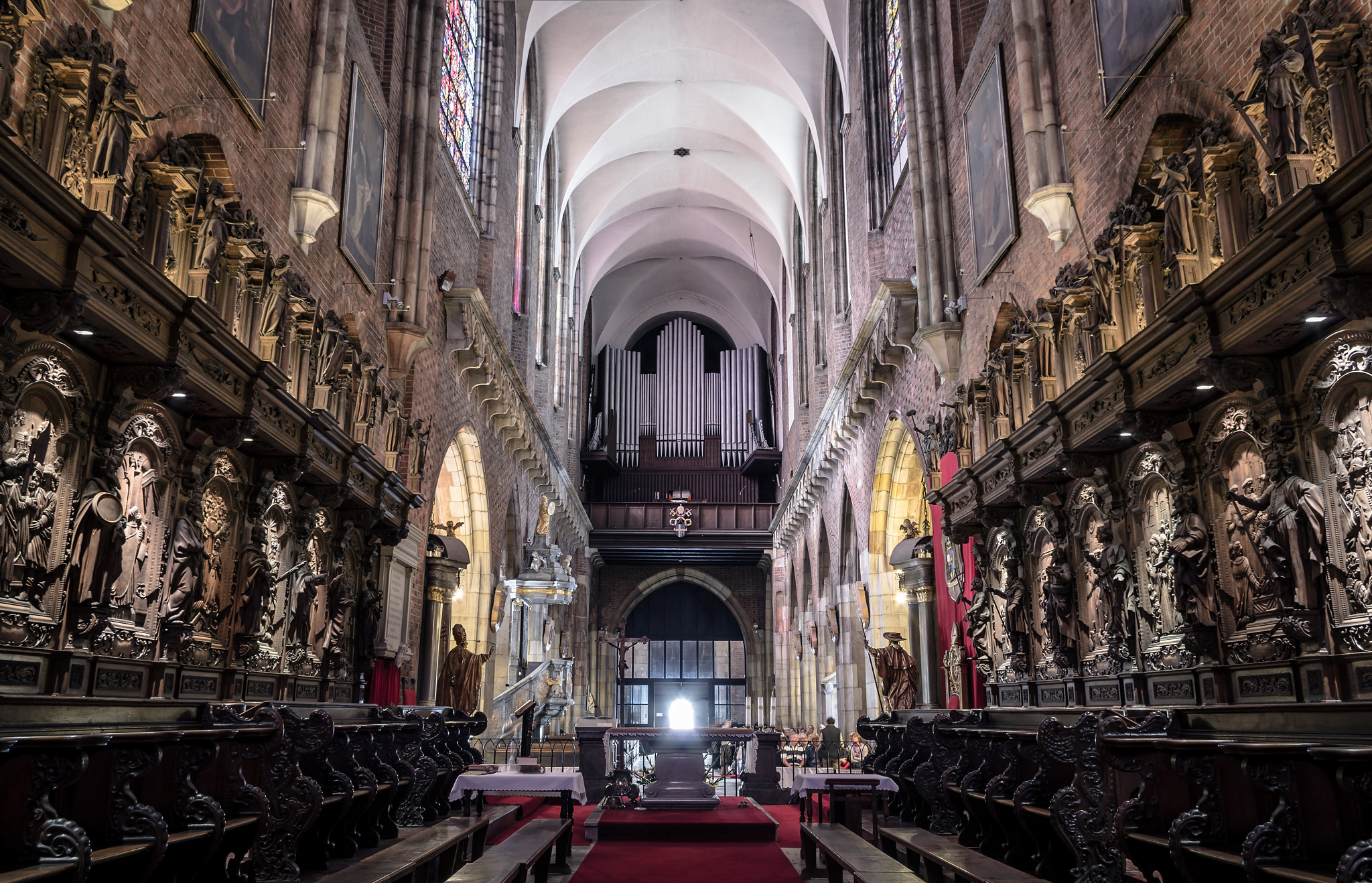
Gli Stalli barocchi del Coro, 1662-65.
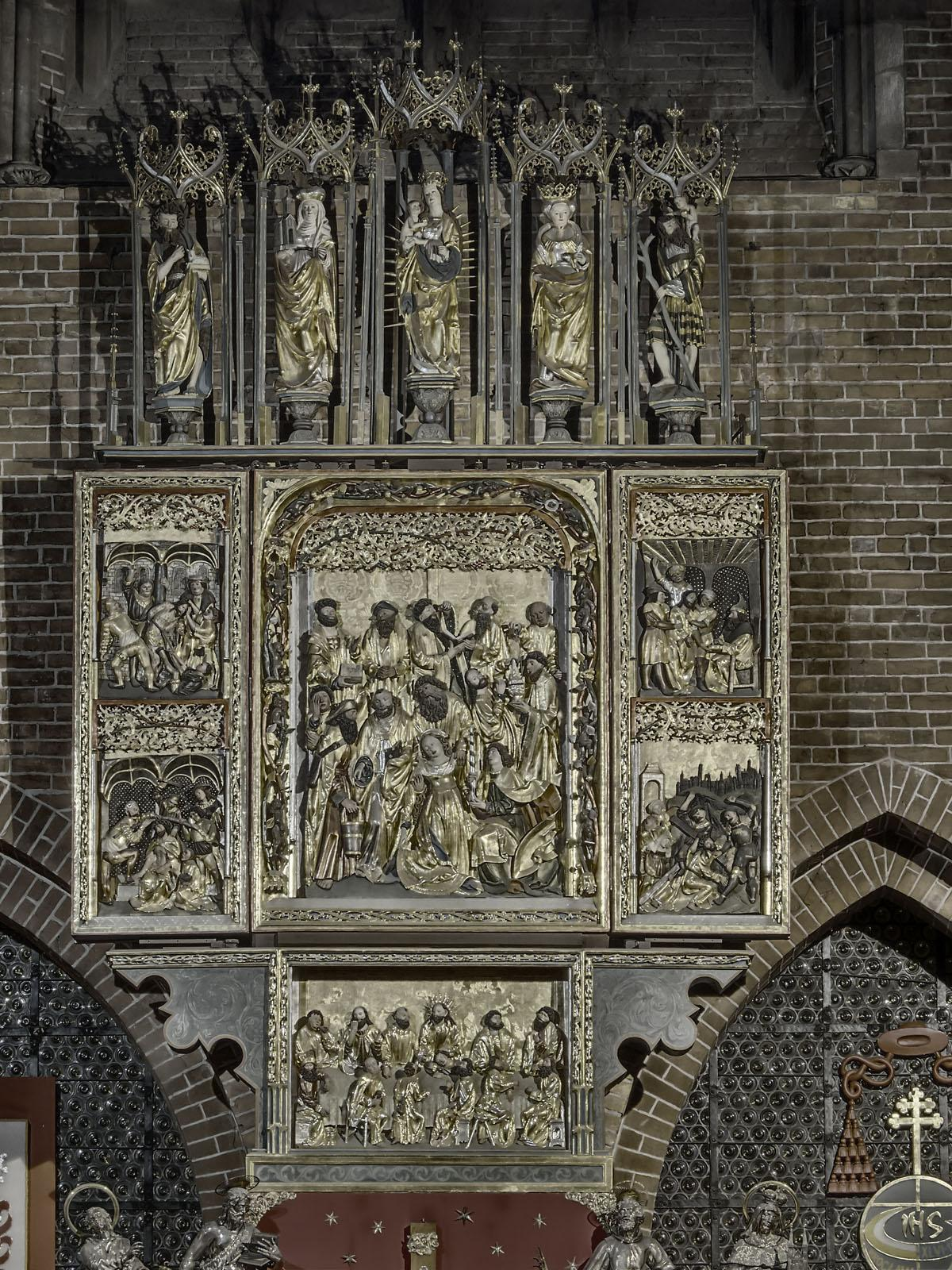
La Dormition de Marie, de Veit Stoss, 1522.
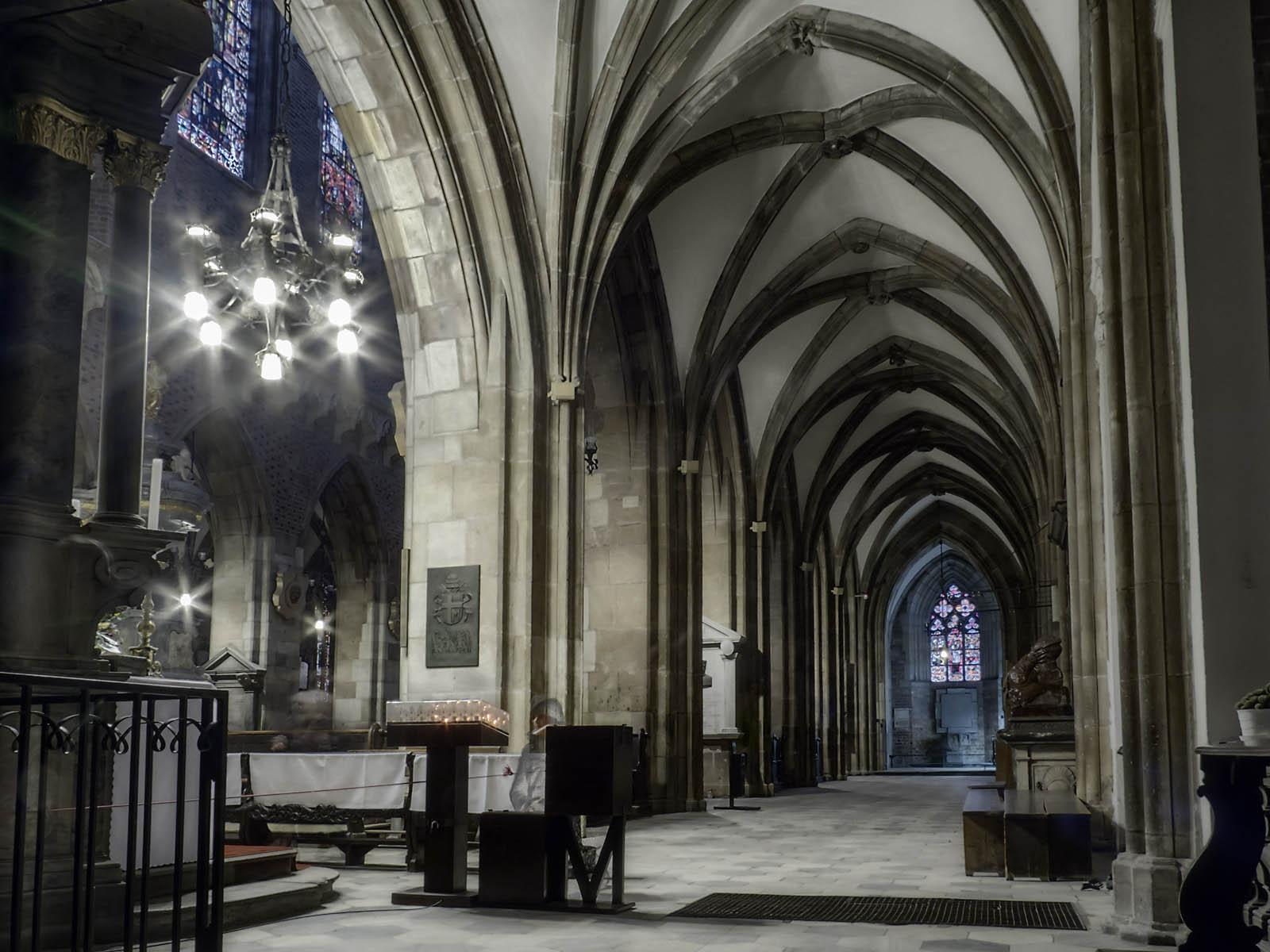
l'interieur de la Cathédrale.
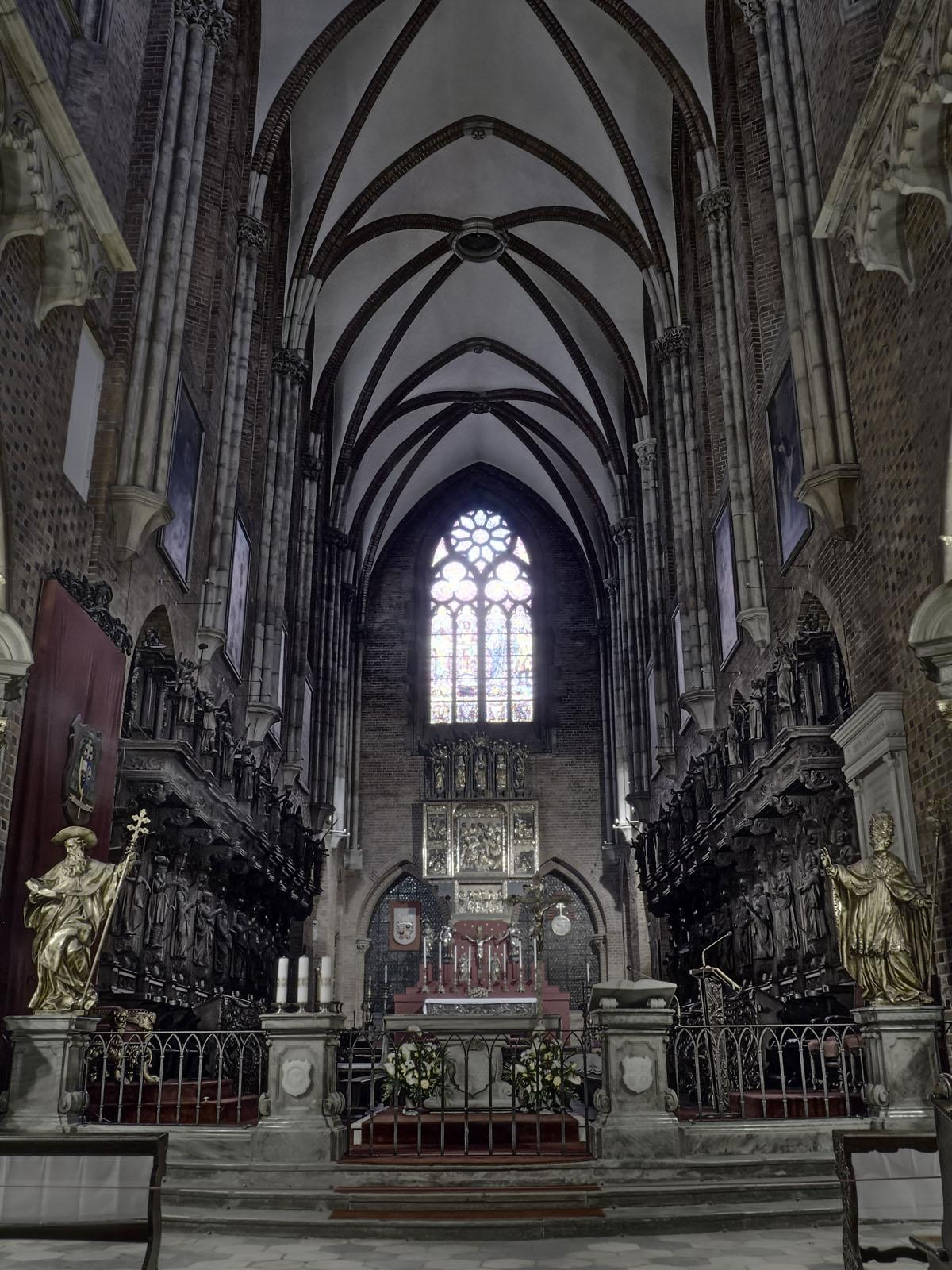
Le chœur de la cathédrale.
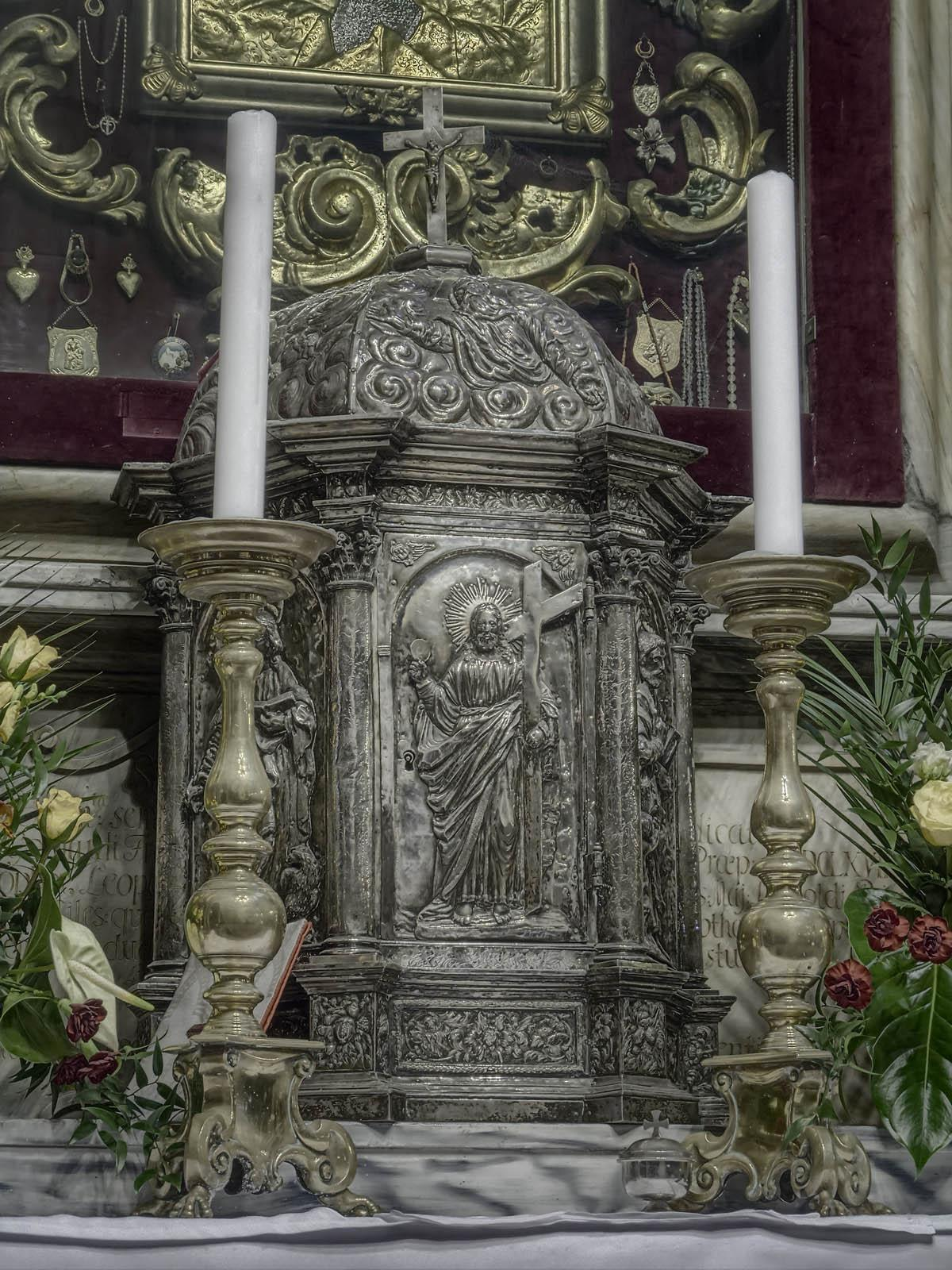
Le tabernacle en argent.
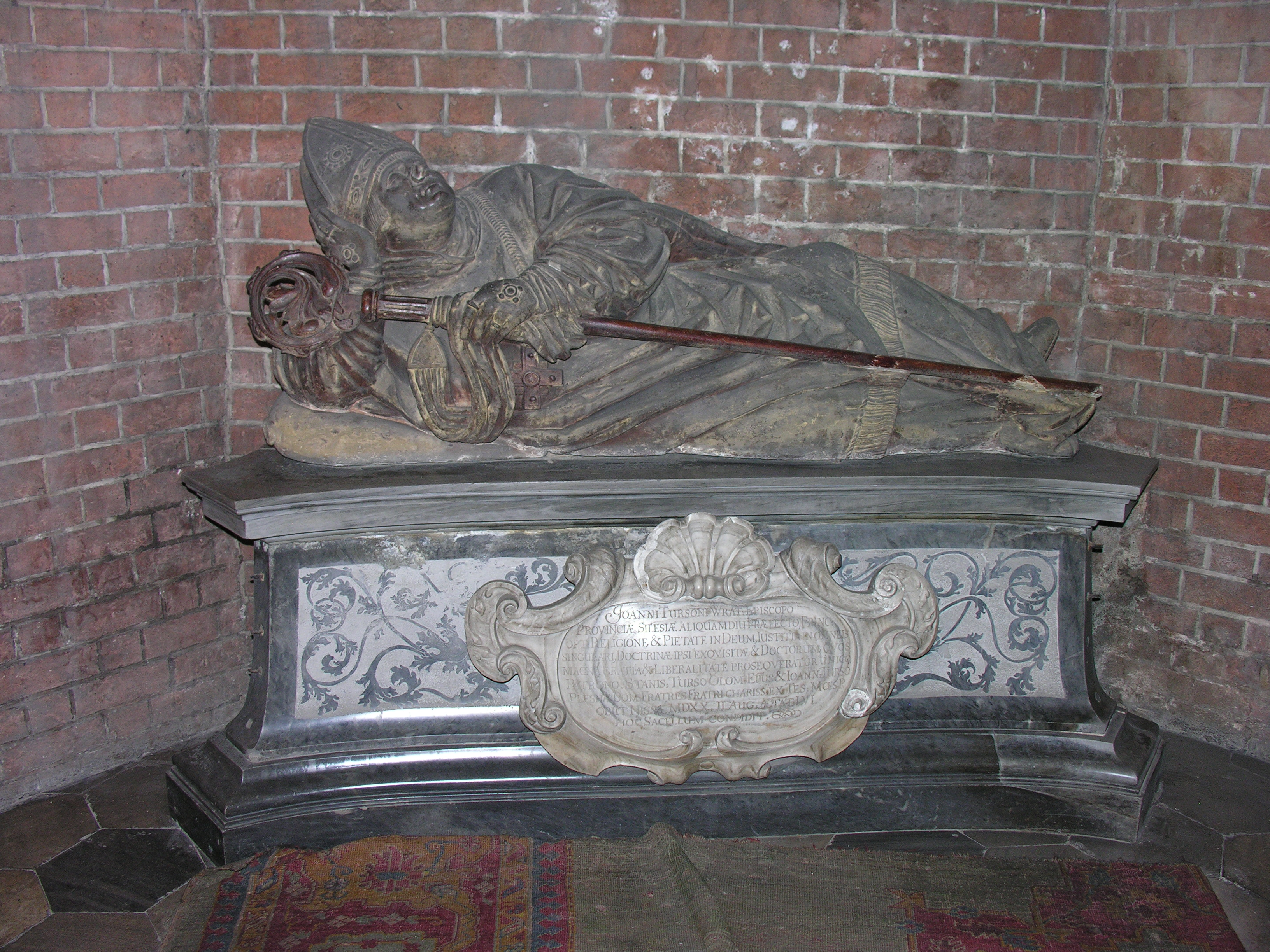
Cénotaphe de Jean V Thurzo, 1537.
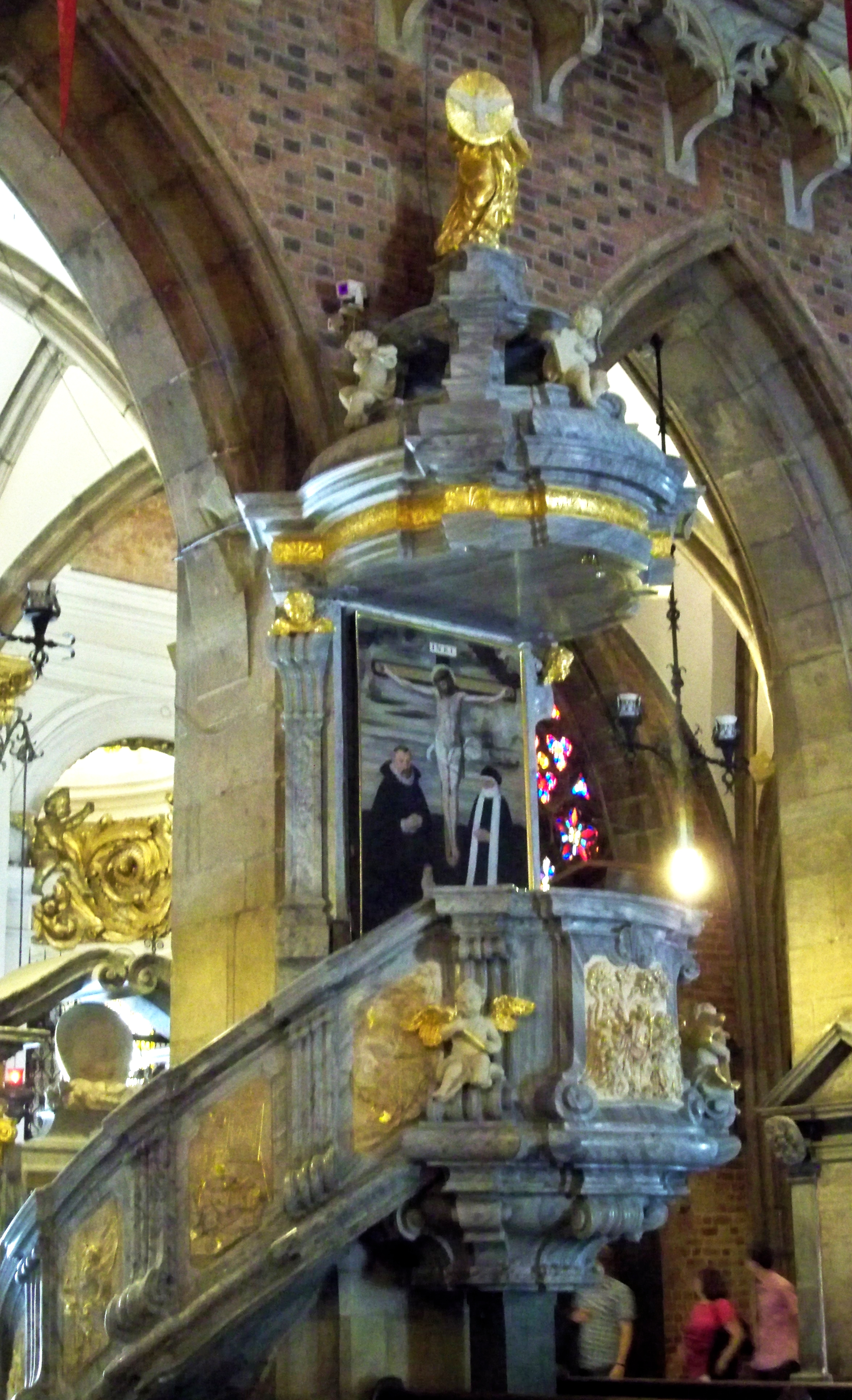
La chaire de l'Évangeliste, 1722-23.
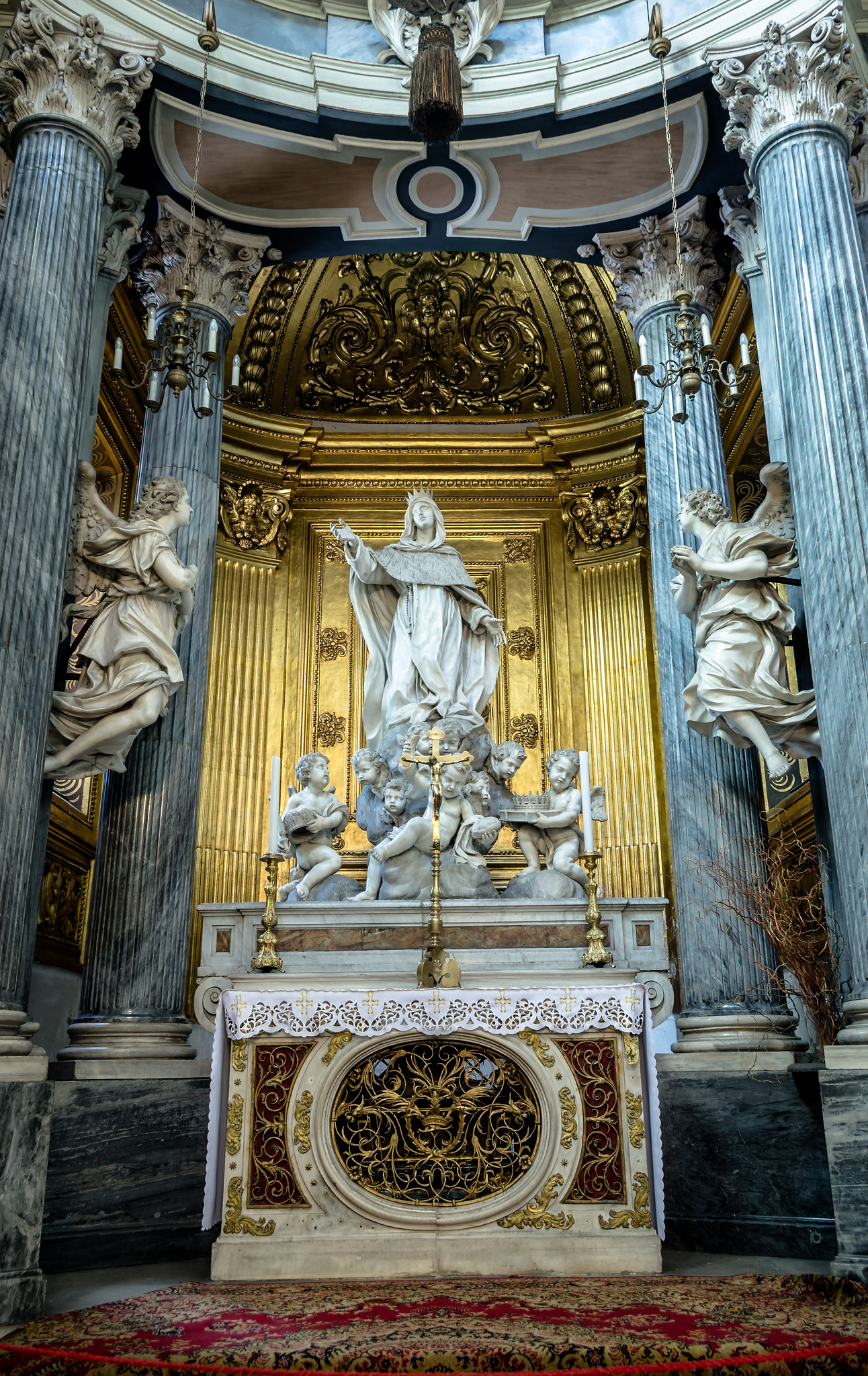
Statue de Sainte Elisabeth, de Domenico Guidi, 1680-86.
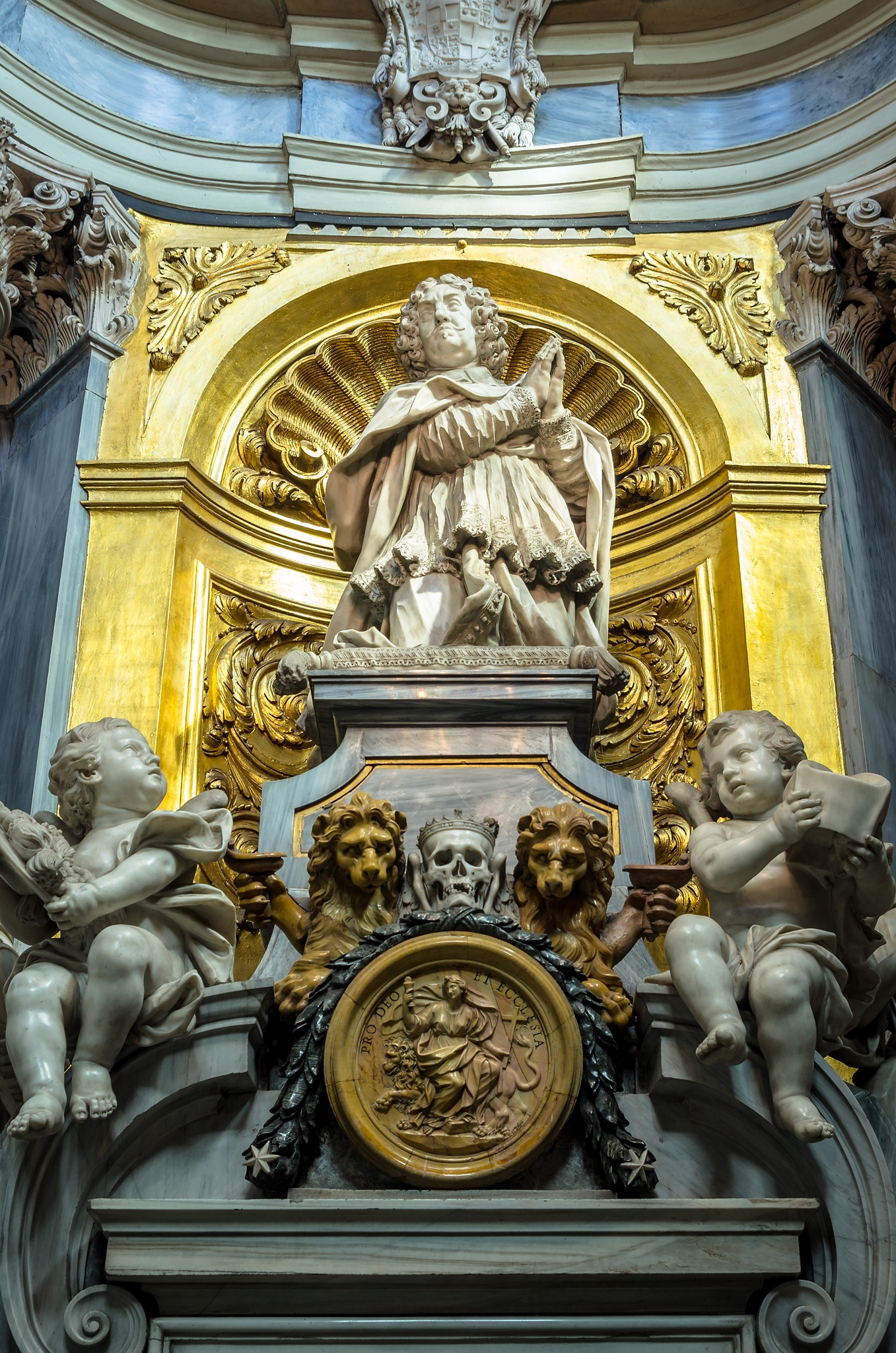
Tombe du Cardinale Federico d'Assia-Darmstadt, col busto di Ercole Ferrata, 1680-86.
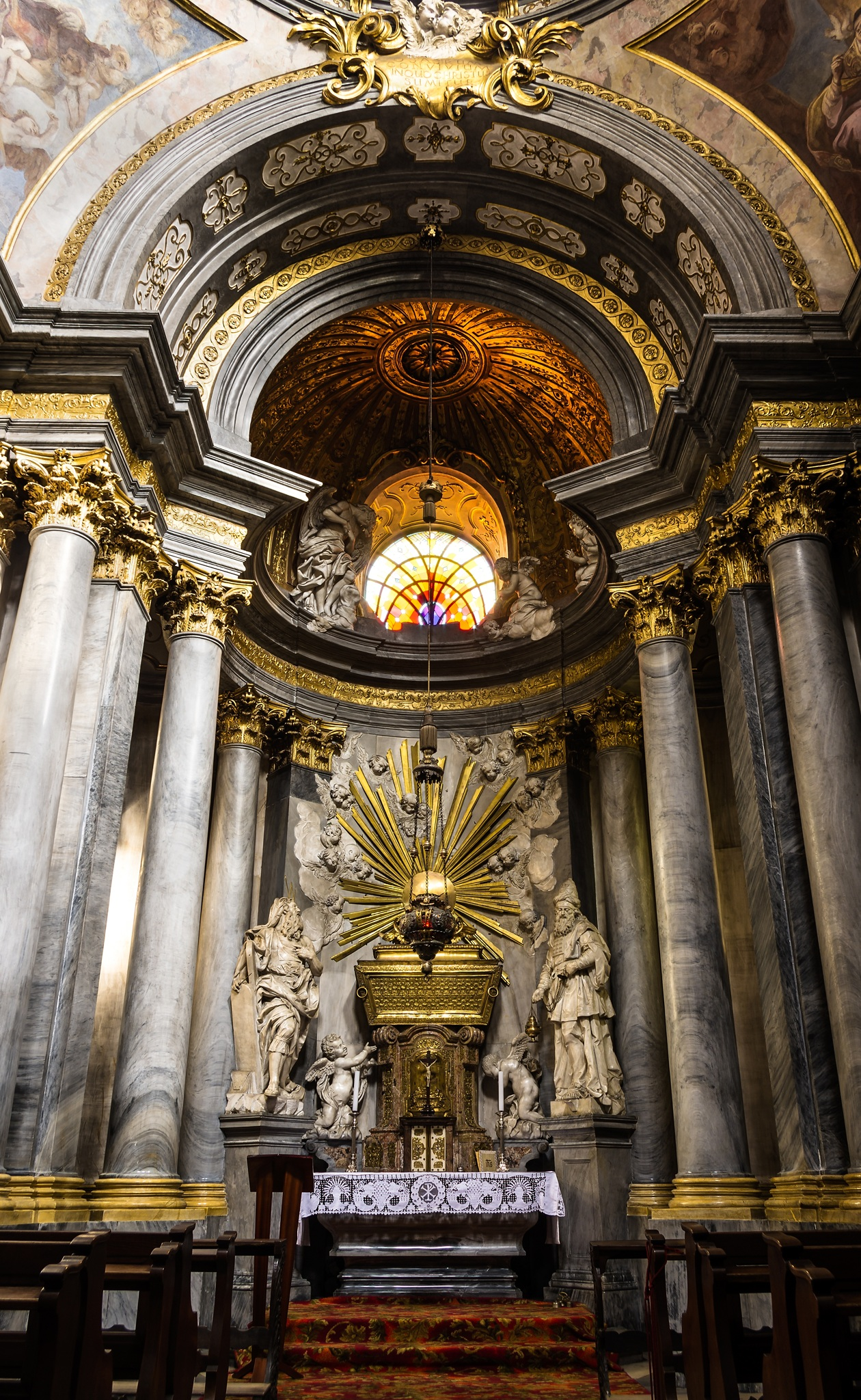
l'Autel de la  Chapelle des Électeurs, avec la sculpture de Ferdinand Brokoff.
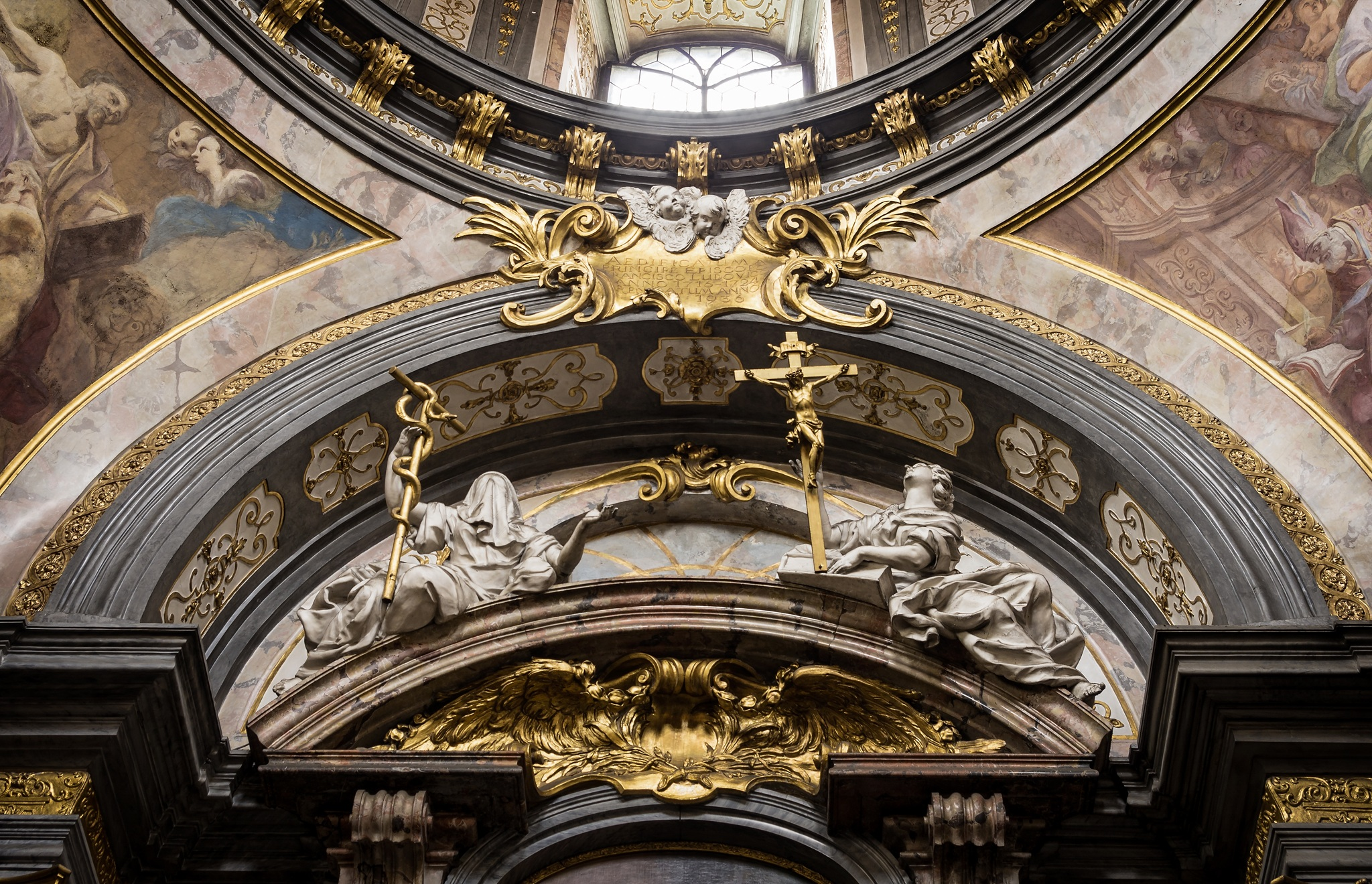
particularité de la Chapelle des Électeurs.
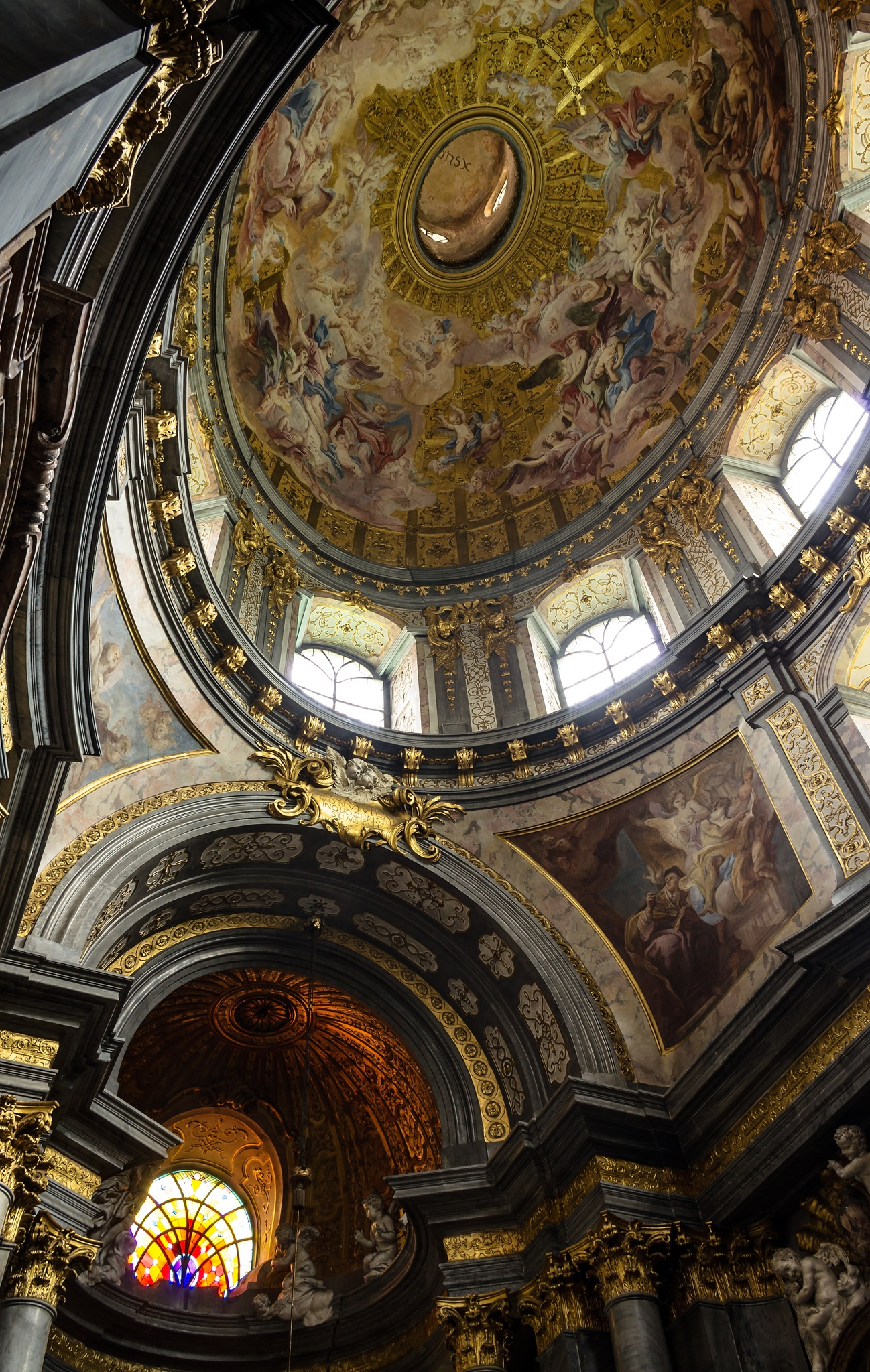
La Chapelle des Électeurs